# Meistriliiga 2004
La Meistriliiga 2004 fu la 14ª edizione della massima serie del campionato di calcio estone conclusa con la vittoria del Levadia Tallinn, al suo terzo titolo.
Capocannoniere del torneo fu Vjatšeslav Zahovaiko (Flora Tallinn), con 28 reti.

## Squadre partecipanti
Il Levadia Maardu ha ceduto il proprio titolo sportivo al Levadia Tallinn, mentre l'omonima squadra della scorsa stagione è diventata la squadra riserve (Levadia Tallinn 2) e pertanto è stata retrocessa in Esiliiga.
| Club                | Città        | Stagione precedente             |
| ------------------- | ------------ | ------------------------------- |
| Flora Tallinn       | Tallinn      | Campione                        |
| Levadia Tallinn     | Tallinn      | 3º posto (come Levadia Maardu)  |
| Lootus Kohtla-Järve | Kohtla-Järve | 1º posto in Esiliiga            |
| Merkuur Tartu       | Tartu        | 6º posto in Esiliiga, ripescato |
| Trans Narva         | Narva        | 4º posto                        |
| TVMK Tallinn        | Tallinn      | 2º posto                        |
| Tulevik Viljandi    | Viljandi     | 5º posto                        |
| Valga               | Valga        | 7º posto                        |

## Classifica finale
|                    | Pos. | Squadra             | Pt | G  | V  | N | P  | GF | GS  | DR   |
| ------------------ | ---- | ------------------- | -- | -- | -- | - | -- | -- | --- | ---- |
| Estonia (bandiera) | 1.   | Levadia Tallinn     | 69 | 28 | 21 | 6 | 1  | 82 | 14  | +68  |
|                    | 2.   | TVMK Tallinn        | 63 | 28 | 19 | 6 | 3  | 89 | 29  | +60  |
|                    | 3.   | Flora Tallinn       | 58 | 28 | 18 | 4 | 6  | 83 | 25  | +48  |
|                    | 4.   | Trans Narva         | 47 | 28 | 15 | 2 | 11 | 43 | 39  | +4   |
|                    | 5.   | Merkuur Tartu       | 35 | 28 | 10 | 5 | 13 | 47 | 58  | -11  |
|                    | 6.   | Tulevik Viljandi    | 25 | 28 | 6  | 7 | 15 | 30 | 53  | -23  |
|                    | 7.   | Valga               | 17 | 28 | 5  | 2 | 21 | 30 | 80  | -50  |
|                    | 8.   | Lootus Kohtla-Järve | 5  | 28 | 1  | 2 | 25 | 11 | 117 | -106 |

## Spareggio promozione/retrocessione
| 13 novembre 2004                                                     | Dünamo Tallinn | 1 – 2                  | Lootus Kohtla-Järve |  |
| \| \| \| \| \| Butajev 44’ \| Marcatori \| 30’ Popov 90+3’ Ametov \| |                |                        |                     |  |
|                                                                      |                |                        |                     |  |
| Butajev 44’                                                          | Marcatori      | 30’ Popov 90+3’ Ametov |                     |  |

| 20 novembre 2004                                                                     | Lootus Kohtla-Järve | 0 – 4                                              | Dünamo Tallinn |  |
| \| \| \| \| \| \| Marcatori \| 8’ Tšernoussov 32’ Krivošein 65’ Butajev 76’ Semko \| |                     |                                                    |                |  |
|                                                                                      |                     |                                                    |                |  |
|                                                                                      | Marcatori           | 8’ Tšernoussov 32’ Krivošein 65’ Butajev 76’ Semko |                |  |

### Verdetti
- Levadia Tallinn Campione d'Estonia 2004.
- Lootus Alutaguse retrocessa in Esiliiga.

## Classifica marcatori
| Pos | Nome                 | Club             | Gol |
| --- | -------------------- | ---------------- | --- |
| 1   | Vjatšeslav Zahovaiko | Flora Tallinn    | 28  |
| 2   | Ingemar Teever       | TVMK Tallinn     | 18  |
| 3   | Egidijus Juška       | TVMK Tallinn     | 16  |
| 4   | Andrei Antonov       | FC Valga         | 13  |
| -   | Tarmo Neemelo        | TVMK Tallinn     | 13  |
| 6   | Deniss Malov         | TVMK Tallinn     | 12  |
| -   | Konstantin Nahk      | Levadia Tallinn  | 12  |
| 8   | Anton Sereda         | Merkuur Tartu    | 11  |
| -   | Dmitri Ustritski     | Tulevik Viljandi | 11  |